# КЭС-Баскет
Шко́льная баскетбо́льная ли́га (ШБЛ) «КЭС-Ба́скет» (стилизуется как «КЭС-БАСКЕТ») — спортивная организация, которая проводит чемпионат по баскетболу среди школ для учащихся, которые не являются профессиональными спортсменами.

## История
В 2007 году чемпионат школьной баскетбольной лиги «КЭС-Баскет» стартовал в Пермском крае как краевой проект. Основателем и президентом лиги является Алексей Фролов. Аббревиатура «КЭС» расшифровывается как «Комплексные энергетические системы» — название спонсора лиги, позднее переименованного в «Т Плюс». 
В следующем сезоне проект вышел за рамки одного региона. В сезоне 2008—2009 года участие в чемпионате приняли школьники уже 13 регионов.
Участники чемпионата ШБЛ «КЭС-Баскет» представляют Россию на таких международных соревнованиях, как чемпионат мира по баскетболу среди школьных команд, международный турнир по баскетболу Torneo cadete ciutat de Cornella, международный турнир по баскетболу среди детских команд стран-участников СНГ «Серебряная корзина», международный фестиваль школьного спорта среди государств-участников СНГ, культурно-спортивный фестиваль государств-участников СНГ и первые Всемирные игры юных соотечественников.
В сезоне 2021/22 в турнире приняли участие школьники из 68 регионов Российской Федерации, а также учащиеся общеобразовательных организаций Монголии и Кыргызстана.

## Этапы чемпионата
Ежегодный чемпионат школьной баскетбольной лиги «КЭС-Баскет» среди женских и мужских команд состоит из шести этапов:
1. Внутришкольный. Соревнования проводятся внутри общеобразовательной организации. Целью этапа является формирование команды, которая будет представлять школу на следующем этапе.
2. Муниципальный. В рамках этого этапа команды общеобразовательных организаций одного муниципального образования выявляют сильнейшие коллективы для участия в дивизиональном этапе. Все участники муниципального этапа получают комплекты баскетбольных мячей, призёры и победители получают кубок, медали и дипломы.
3. Дивизиональный. Лучшие команды муниципальных образований образуют дивизионы по территориальному признаку. Победители этапа получают профессиональную баскетбольную форму.
4. Региональный. В каждом регионе-участнике Чемпионата определяются сильнейшие команды. Мероприятие проходит в праздничном формате. Призёры и победители получают кубок, медали и дипломы, победители получают путёвку на следующий этап чемпионата.
5. Федеральный. На этом этапе выявляются сильнейшие команды федерального округа. На данный момент в чемпионате принимают участие регионы семи федеральных округов Российской Федерации. Мероприятие проходит в праздничном формате. Призёры и победители получают кубок, медали и дипломы, победители получают путёвку на следующий этап Чемпионата.
6. Суперфинал. Решающий этап чемпионата. На этом этапе определяются призёры и победители чемпионата. В суперфинале принимают участие 20 команд девушек и 20 команд юношей. На суперфинал приезжают великие спортсмены, известные политические[3][6] и общественные деятели[7][8]. Мероприятие проходит в праздничном формате. Победители Чемпионата получают главный приз[9].